# Куриловский поселковый совет
Куриловский поселковый совет (укр. Курилівська селищна рада) — входит в состав Петриковского района Днепропетровской области Украины.
Административный центр поселкового совета находится в пгт Куриловка.

## Населённые пункты совета
- пгт Куриловка